# Naufrage du Droits de l'Homme
Vous lisez un « bon article » labellisé en 2012.
Première Coalition
Batailles
Le naufrage du Droits de l'Homme (en anglais : Action of 13 January 1797) est la conclusion d'une bataille navale opposant un vaisseau de ligne français à deux frégates britanniques au large des côtes de Bretagne pendant les guerres de la Révolution française. Lors de ce combat qui s'est déroulé par gros temps, le vaisseau français s'échoue sur des hauts-fonds, conduisant à la mort de 250 à 400 marins parmi les 1 300 embarqués. La frégate anglaise HMS Amazon est également perdue au cours du combat, s'échouant sur un banc de sable.
Le Droits de l'Homme, vaisseau de 74 canons, avait pris part à l'expédition d'Irlande, une tentative avortée d'envoyer un corps expéditionnaire français envahir l'Irlande. Pendant cette expédition, la flotte française, qui doit faire face à un manque de coordination de ses chefs et à des conditions météorologiques défavorables, est finalement contrainte de rentrer en France sans avoir pu débarquer un seul soldat. Deux frégates britanniques, le HMS Indefatigable, de 44 canons, et le HMS Amazon, 36 canons, reçoivent l'ordre de patrouiller dans la Manche au large d'Ouessant avec pour mission d'intercepter la flotte française rentrant d'Irlande. Elles aperçoivent le Droits de l'Homme dans l'après-midi du 13 janvier.
Le combat dure plus de quinze heures, malgré les violents coups de vent et la proximité de la côte rocailleuse bretonne. La mer est si forte que le vaisseau français ne peut ouvrir sa batterie inférieure, la plus puissante, et ne peut donc tirer qu'avec les canons situés sur les ponts supérieurs, réduisant significativement l'avantage qu'un vaisseau de ligne a sur des frégates de plus petite taille. Les dégâts infligés par les bâtiments anglais, plus manœuvrables, sont tels que, la force du vent augmentant, l'équipage français perd le contrôle du Droits de l'Homme qui est poussé en direction d'un banc de sable sur lequel il se désagrège.

## Contexte

### Tentative d'invasion française de l'Irlande
En décembre 1796, pendant les guerres de la Révolution française, une force expéditionnaire française est envoyée depuis Brest afin d'envahir l'Irlande. Cette armée, forte de 18 000 hommes, devait être renforcée par les membres d'une organisation secrète de nationalistes irlandais connus sous le nom d’United Irishmen et provoquer un soulèvement généralisé dans l'île. On espérait alors en France que la guerre qui en résulterait obligerait la Grande-Bretagne à faire la paix avec la République française. Conduite par le vice-amiral Morard de Galles, le général Lazare Hoche et le chef des United Irishmen Wolfe Tone, la flotte d'invasion comprenait 17 vaisseaux de ligne, 27 bâtiments de guerre de moindre importance et de transports et acheminant de nombreuses pièces d'artillerie de campagne, ainsi que des équipements pour les forces irlandaises qu'ils espéraient soulever.

### Départ de Brest
Morard de Galles prévoyait de faire voguer sa flotte depuis l'arsenal de Brest en profitant de l'obscurité, pendant la nuit du 15 au 16 décembre. La Channel Fleet britannique maintenait habituellement une escadre au large de Brest afin de réaliser le blocus du port, mais son commandant le Rear-Admiral John Colpoys, avait alors retiré ses forces de 20 milles marins (37 km) à 40 milles marins (74,1 km) au nord-ouest de Brest en raison des violentes tempêtes hivernales qui balayaient l'Atlantique,,. Les seuls vaisseaux britanniques en vue de Brest faisaient partie d'une escadre côtière de frégates sous les ordres d'Edward Pellew sur l'HMS Indefatigable, accompagné du HMS Amazon, du HMS Phoebe, du HMS Révolutionnaire et du lougre HMS Duke of York (en). Pellew était déjà célèbre pour avoir été le premier officier de marine britannique à capturer une frégate française, Cléopâtre en 1793. Il capturera par la suite la Pomone et Virginie en 1794 et 1796, et il permet de sauver 500 vies après le naufrage du Dutton, un East Indiaman en janvier 1796. Pour ces actions, il est fait Knight Bachelor avant d'être créé baronnet. L’Indefatigable était un vaisseau rasé, une des plus grandes frégates en service dans la Royal Navy, construit à l'origine comme un vaisseau de 64 canons de troisième rang et réduit à 44 canons en 1795 afin de lui permettre d'être assez rapide et manœuvrable pour affronter les plus grosses frégates françaises. Armé de canons de 24 livres sur le pont principal et de canons de 42 livres sur le bastingage, elle disposait d'un armement supérieur aux frégates françaises.

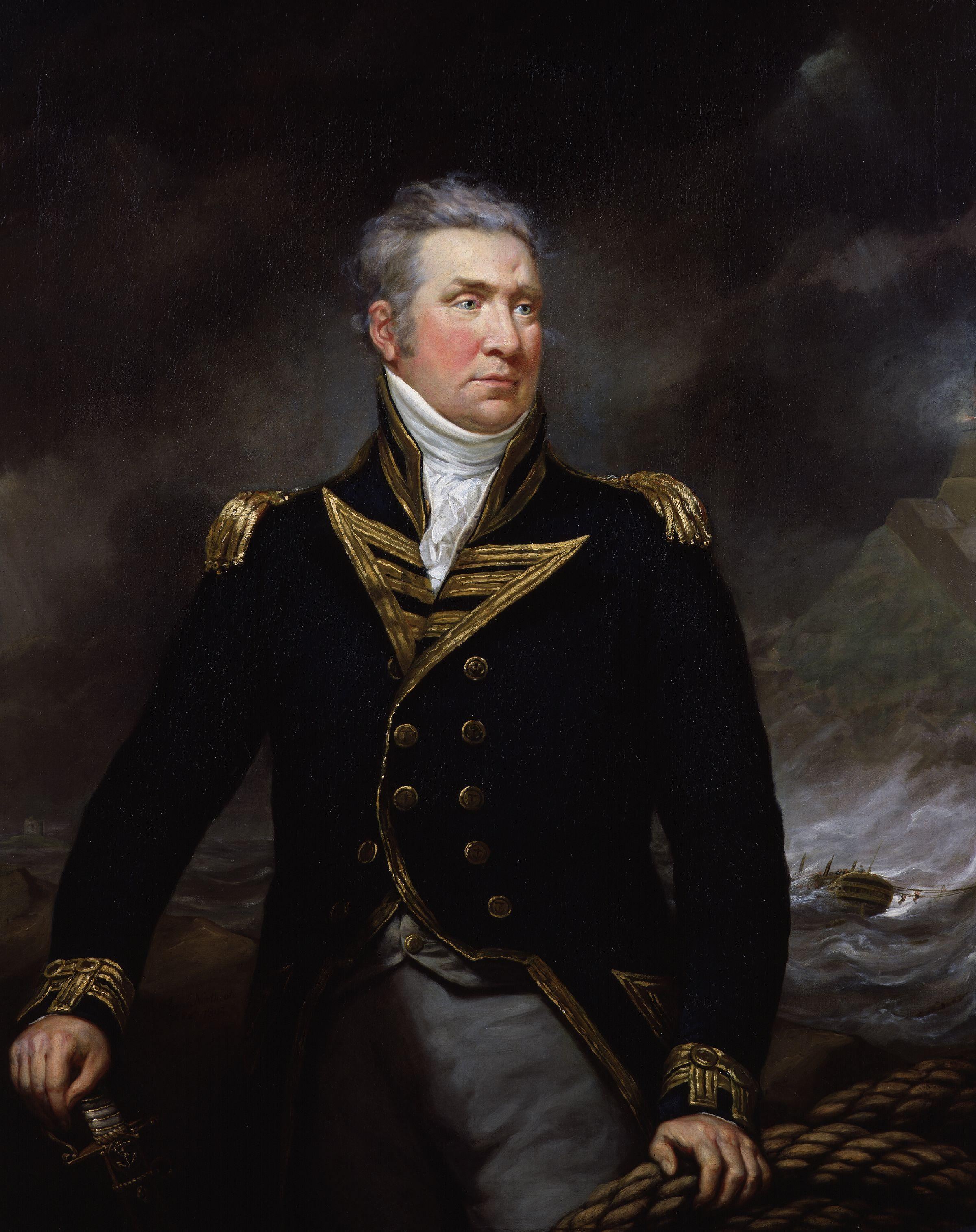
Sir Edward Pellew par James Northcote.

Observant le départ de la flotte française du port à la tombée de la nuit, Pellew envoie immédiatement le Phoebe à Colpoys et l’Amazon auprès de la flotte principale basée à Portsmouth afin de l'avertir. Puis il se dirige vers la rade de Brest à bord de l’Indefatigable avec l'intention de contrarier la sortie des Français. Croyant que les frégates présentes dans la baie étaient l'avant-garde d'une flotte britannique plus importante, Morard de Galles tente de faire passer sa flotte à travers le raz de Sein. Ce chenal est un passage étroit, rocheux et dangereux, et de Galles envoie des corvettes en éclaireurs leur demandant de lancer des feux éclairants afin de guider le reste de la flotte dans la nuit. Pellew observe ce mouvement, et conduit l’Indefatigable droit sur la flotte française, tirant à son tour des bombes et des feux éclairants dans des directions aléatoires. Cette manœuvre destinée à confondre les officiers français, cause la perte du Séduisant qui s’abîme sur le Grand Stevenent, nom donné à un rocher du Raz, avant de couler, emportant avec lui 680 hommes sur les 1 300 qu'il a à son bord. Les fusées de détresse envoyées par Le Séduisant ajoutent de la confusion et retardent le passage de la flotte jusqu'à l'aube. Sa mission d'observation remplie, Pellew conduit son escadre à Falmouth, et envoie un rapport à l’Admiralty par sémaphore, et fait remettre en état ses navires.

### Échec de l'expédition d'Irlande

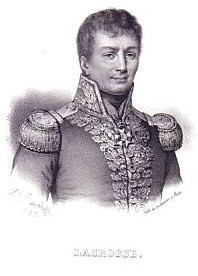
Jean-Baptiste Raymond de Lacrosse.

En décembre 1796 et début janvier 1797, la flotte française essaye à plusieurs reprises de débarquer ses troupes en Irlande. Au début de l'expédition, la frégate Fraternité, transportant de Galles et Hoche, est séparée du reste de la flotte et manque le ralliement à Mizen Head. L'amiral Bouvet et le général Grouchy décident de tenter un débarquement dans la baie de Bantry sans leurs commandants, mais les conditions climatiques rendent alors tout débarquement impossible. Pendant plus d'une semaine, la flotte patiente dans l'attente d'une accalmie, jusqu'à ce que Bouvet décide l'abandon de l'invasion le 29 décembre et, après une dernière tentative avortée à l'entrée du Shannon, il donne l'ordre à ses vaisseaux de rentrer à Brest. Pendant l'expédition et la retraite qui suivent, onze bâtiments sont, soit capturés, soit échoués, entraînant la perte de milliers de soldats et de marins.
Le 13 janvier, la plupart des survivants de la flotte sont rentrés en France. Seul un vaisseau de ligne reste en mer, le Droits de l'Homme, un vaisseau de 74 canons de classe Téméraire construit et lancé à Lorient le 29 mai 1794, commandé par le capitaine de vaisseau Jean-Baptiste Raymond de Lacrosse. Il a 1 300 hommes à son bord, dont 549 soldats de la légion des Francs, commandés par le général Humbert. Détaché du reste de la flotte depuis la retraite de Bantry Bay, Lacrosse se dirige seul vers l'embouchure du Shannon. Constatant que les conditions sont toujours trop mauvaises pour permettre un débarquement, Lacrosse ordonne à son vaisseau de rentrer en France. Il est pris dans la tempête qui détruit ou disperse une partie de la flotte française.
Ne voulant pas s'éloigner sans s'être assuré qu'aucun des navires français n'a été jeté sur les côtes, Lacrosse patrouille huit jours, capturant les bricks Cumberland et Calypso, deux corsaires britanniques puis il se décide alors à rallier les côtes de France.

## Bataille

### La chasse
Pellew, lui aussi, se dirige vers Brest sur l’Indefatigable, accompagné par l’Amazon commandé par le capitaine Robert Carthew Reynolds. Pendant que le reste de la flotte britannique de la Manche poursuit sans résultat le reste de la flotte française, Pellew a fait radouber ses frégates à Falmouth, et ses navires sont armés et préparés au combat. À 13 h le 13 janvier, an V dans le calendrier républicain, les frégates britanniques approchent des îles d'Ouessant dans un épais brouillard lorsqu'ils aperçoivent un vaisseau français. Ce bâtiment, plus important que les deux frégates britanniques, c'est le Droits de l'Homme. Au même moment, des vigies sur le vaisseau français signalent les Britanniques, et Lacrosse doit faire face à un dilemme, doit-il ou non engager le combat avec cet ennemi ? Il sait son vaisseau plus puissant que ses deux adversaires, mais il avait aperçu plus tôt des voiles à l'ouest qu'il pense être des vaisseaux anglais et se considère donc en infériorité numérique et probablement encerclé. Les archives britanniques montrent qu'il n'y avait en réalité aucun autre vaisseau dans les environs et il est possible que Lacrosse ait vu en réalité le Révolution et La Fraternité rentrant à Brest depuis la baie de Bantry,. De plus, Lacrosse doit composer avec un temps qui se dégrade de plus en plus et une côte rocheuse sur laquelle il peut s'échouer, et qui menace son vaisseau déjà endommagé. Enfin, il transporte des troupes et ne peut pas se lancer dans un affrontement naval inconsidéré. Il pense alors être à un degré (25 lieues) de Penmarch.
Déterminé à éviter le combat, Lacrosse met le cap au sud-est, espérant tirer parti de son imposante voilure pour distancer ses ennemis. Pellew, cependant, manœuvre pour couper au Droits de l'Homme la route vers les côtes de France. Alors que la chasse débute vers 15 h, le temps, qui avait déjà été mauvais depuis un mois, empire encore. Un vent venant de l'Atlantique balaye Ouessant, fouettant la mer, rendant la manœuvre et les tirs d'artillerie plus compliqués.
À 16 h 15, l'un des bras du grand hunier du Droits de l'Homme casse en raison du vent, emportant avec lui deux des trois mâts de hune. Cette avarie ralentit considérablement le vaisseau français et permet à Pellew, qui reconnaît alors son adversaire comme étant un vaisseau de ligne français, d'engager le combat avec le Droits de l'Homme.

### Le combat
Pellew est conscient que ses frégates sont surclassées par un opposant bien plus fort, et que l'Amazon, qui était distante de 8 milles marins (14,8 km), n'était pas assez importante pour rétablir l'équilibre des forces à son arrivée. En revanche, il eut raison de penser que l'océan était trop agité pour permettre à Lacrosse d'ouvrir ses batteries inférieures sans prendre le risque que de grosses vagues n'y pénètrent, causant la perte du Droits de l'Homme. En réalité, le vaisseau français était dans l'incapacité totale d'ouvrir ses batteries inférieures pendant le combat : une conception inhabituelle pour l'époque avait placé les ouvertures 14 pouces (35,6 cm) plus bas que sur les vaisseaux classiques, et en conséquence l'eau menaçait d'entrer à chaque tentative de les ouvrir, empêchant l'artillerie située sur le pont inférieur d'être utilisée et réduisant la puissance de feu du vaisseau. Quoi qu'il en soit, Lacrosse possédait toujours un avantage en termes de taille, de tonnage et de nombre de membres d'équipage. La situation pour lui s'était cependant assombrie avec la perte de ses deux mâts de hune : réduisant la stabilité du vaisseau, soumis à un roulis si important qu'il lui était impossible de procéder à des tirs d'artillerie précis en direction des frégates britanniques.

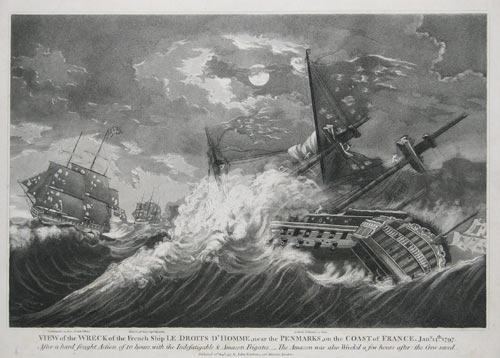
View of the wreck of the French ship Le Droits de l’Homme, gravure de John Fairburn.

À la surprise de Lacrosse et de ses officiers, l’Indefatigable ne se retire pas devant un vaisseau de ligne. À 17 h 30, l’Indefatigable et le Droits de l'Homme échangent des bordées d'artillerie et de mousqueterie, et la frégate tente de prendre le vaisseau en enfilade. Lacrosse réagit et tentant de prendre l’Indefatigable à l'abordage, sans succès,. Aucune de ces manœuvres n'est couronnée de succès, le Droits de l'Homme parvient à éperonner la frégate mais ne lui cause que peu de dégâts et la plupart des tirs en sa direction finissent dans l'océan.
À 18 h 45, après une heure et demie de combat, l’Amazon arrive à portée et tire une bordée dans la hanche du Droits de l'Homme, avant de s'éloigner avec l’Indefatigable pour réparer. Pendant cet échange de feu, un des canons du Droits de l'Homme explose, causant de lourdes pertes sur son pont. S'approchant du vaisseau français toutes voiles dehors, Reynolds s'approche à portée de canon du Droits de l'Homme. Lacrosse répond à cette nouvelle menace en manœuvrant pour amener les deux frégates britanniques pour faire face à tribord, afin d'éviter d'être pris au milieu de feux croisés. L'affrontement continue jusqu'à 19 h 30, quand l’Amazon et l’Indefatigable s'éloignent pour effectuer de nouvelles réparations. Vers 20 h 30, les Britanniques rouvrent le feu. Profitant de la supériorité de leur voilure, ils tournent autour du Droits de l'Homme en le prenant en enfilade. Comptant sur son infanterie, Lacrosse essayait d'accrocher un de ses deux adversaires, espérant le prendre à l'abordage et forcer l'autre à lui porter secours et à s'exposer lui aussi à un abordage.
Vers 22 h 30, le Droits de l'Homme est en grande difficulté, il doit essuyer des pertes sévères parmi son équipage et les troupes embarquées, de plus son mât d'artimon est emporté par un boulet. Face à l'état de leur adversaire, les frégates britanniques tentent de s'approcher en maintenant leur fréquence de feu, mais elles sont repoussées une nouvelle fois. Ayant épuisé ses 4 000 boulets, Lacrosse est obligé de charger ses canons de projectiles divers, encore moins précis. Ces derniers parviennent néanmoins à éloigner temporairement les frégates. Vers une heure du matin, le lieutenant de vaisseau Châtelain a le bras fracturé, et quelques instants après, le commandant Lacrosse est atteint au genou gauche par le ricochet d'un boulet. Il fait jurer à son équipage de ne pas amener le pavillon français, avant de confier le commandement à son second.
Le combat dure encore quatre heures ; vers 4 h 20 du matin, la vigie du Droits de l'Homme signale la côte à seulement 2 milles marins (3,7 km). Le vaisseau tente de gagner la terre, brisant ses mâts de misaine et de beaupré endommagés dans le combat. Démâté, ses ancres endommagées et son gouvernail détruit, le Droits de l'Homme se jette à la côte.

### Les naufrages duDroits de l'Hommeet du HMSAmazon

Lieux des naufrages.

Pellew tente immédiatement de regagner le large afin d'échapper au naufrage et indique à Reynolds de le suivre. Malgré les dégâts subis en raison du temps et du combat, ils parviennent à s'éloigner, l’Amazon en direction du nord et l’Indefatigable, en direction du sud. Dans un premier temps, il est envisagé que la terre aperçue fût l'île d'Ouessant, ce qui laisserait toute la place nécessaire pour manœuvrer. Cependant à 6 h 30, lorsque le ciel commence à s'éclaircir, il devient évident à bord de l’Indefatigable qu'il y a des brisants au sud et à l'est, indiquant que les trois bâtiments ont dérivé pendant la nuit dans la baie d'Audierne. En découvrant sa situation, Pellew entreprend de diriger sa frégate vers l'ouest, tentant ainsi d'échapper au danger en remontant contre le vent. Des réparations hâtives doivent être effectuées sur le gréement endommagé avant de pouvoir changer de cap. En raison de sa décision de partir vers le nord, l’Amazon dispose alors d'encore moins de place pour manœuvrer que l’Indefatigable, et à 5 h le navire s'échoue sur un banc de sable. Toutes les tentatives pour se dégager échouent et à 8 h Reynolds donne l'ordre à ses hommes de se préparer à abandonner le navire. L'équipage de l’Amazon se réfugie sur la côte et son équipage est fait prisonnier. L’Indefatigable, quoique réduit à l'état de ponton, parvient à contourner les récifs de Penmarc'h et à s'échapper.
Le Droits de l'Homme est davantage endommagé que les frégates britanniques et se trouve plus près des falaises au moment où la terre est aperçue. Alors que l'équipage français fait des efforts désespérés pour mettre le cap au sud, le mât de misaine et le beaupré cèdent sous la pression du vent. Avec un vaisseau désormais ingouvernable, Lacrosse ordonne de jeter l'ancre avec pour objectif de maintenir sa position jusqu'à ce que des réparations puissent être effectuées. Cet ordre est malheureusement impossible à exécuter : deux ancres ont déjà été perdues dans la baie de Bantry et le câble d'une troisième ancre a été sectionné par un tir britannique pendant le combat, le rendant inutilisable. La dernière ancre est jetée, mais elle ne parvient pas seule à maintenir le vaisseau et à 7 h (selon la version française du combat), le Droits de l'Homme s’abîme sur un banc de sable devant le bourg de Plozévet. Cela brise le mat restant et le navire talonne par son flanc. Dans la tempête, les canots légers sont emportés par les lames avant d'être mis à l'eau. Plusieurs de ses matelots périssent en tentant d'établir un va-et-vient ou de chercher des secours. Dans la nuit du 25 au 26, cinq chaloupes venues d'Audierne parviennent à emmener les blessés et environ 400 matelots ou soldats ; la tempête interrompt les opérations de sauvetage pendant cinq jours. Le 30, Lacrosse s'embarque sur une corvette qu'on lui a envoyée de Brest après s'être assuré qu'il ne reste plus un seul homme à bord du Droits de l'Homme.

#### Le HMSAmazon
Lorsque le soleil se lève sur la baie d'Audierne, une foule de gens du pays se réunit sur la plage. Le Droits de l'Homme est couché sur son flanc juste en face du bourg de Plozévet, et des grosses vagues viennent se briser sur sa coque. À 2 milles marins (3,7 km) plus au nord, l’Amazon se tient debout sur un banc de sable, l'équipage essayant de mettre à l'eau des canots afin de regagner la terre ferme, tandis que l’Indefatigable est le seul bâtiment qui continue de flotter, à proximité des roches de Penmarc'h au sud de la baie à 11 h. À bord de l’Amazon, Reynolds parvient à maintenir la discipline et seuls six hommes désobéissent à ses ordres qui consistent à mettre les canots à la mer de manière ordonnée et à construire des radeaux afin de pouvoir permettre à l'ensemble de l'équipage de réchapper au naufrage. Ces six hommes volent un canot et tentent de rejoindre la côte seuls mais ce dernier est submergé par une vague et ils se noient. Le reste de l'équipage, y compris ceux qui ont été blessés lors des combats de la nuit précédente, parviennent à rejoindre sains et sauf le rivage à 9 h. Ils sont faits prisonniers de guerre par les autorités françaises.

#### LeDroits de l'Homme

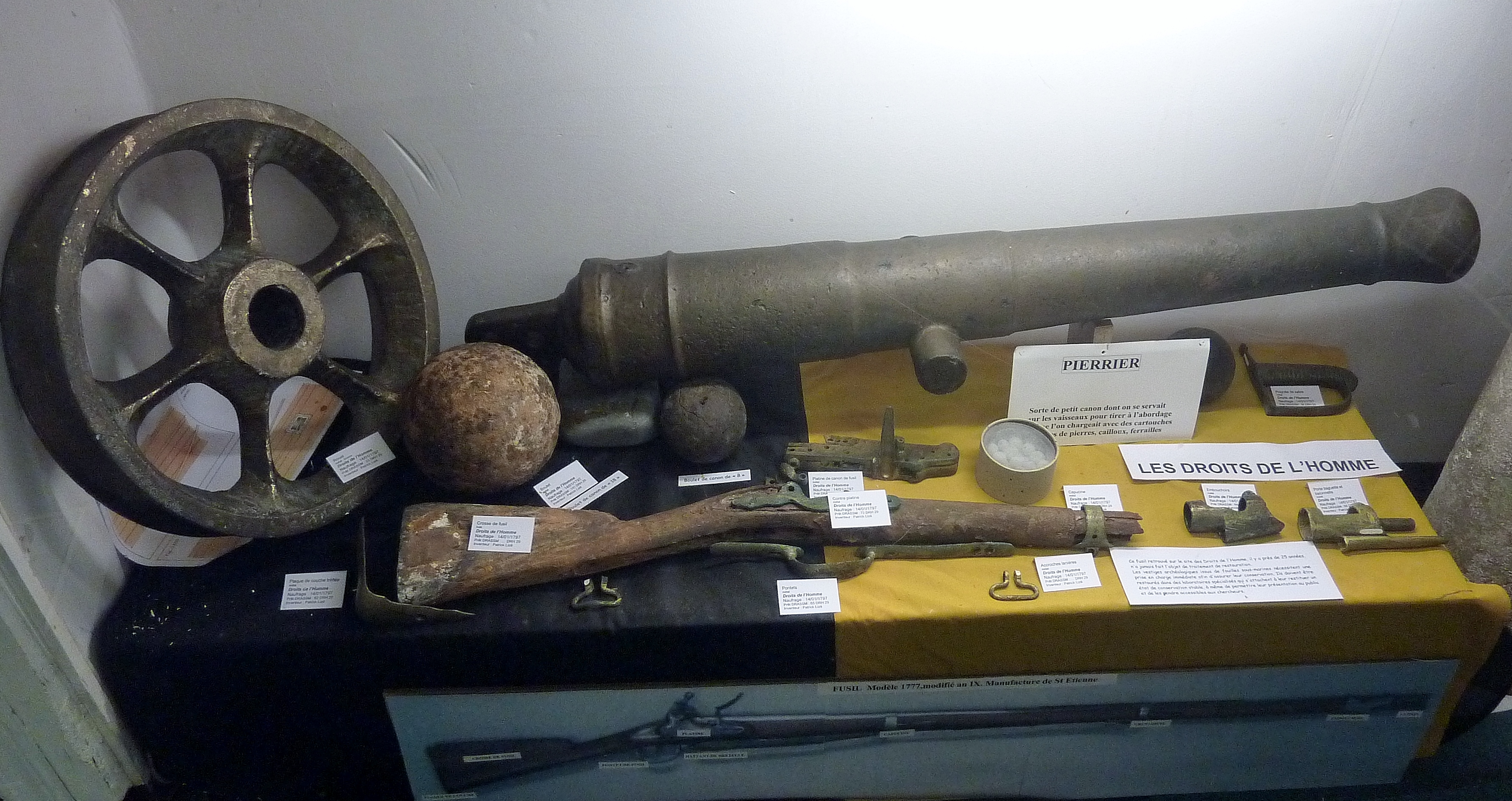
Objets divers provenant du Droits de l'homme, vaisseau naufragé en baie d'Audierne le 14 janvier 1797 (musée maritime du Cap-Sizun à Audierne).

Sur le Droits de l'Homme, les dégâts sont irréparables. Les vagues successives emportent avec elles un nombre croissant d'hommes qui jusque-là s'accrochent à la coque et les tentatives désespérées de lancer des canots échouent les unes après les autres, ces embarcations légères étant emportées et brisées par le ressac. Des radeaux sont construits afin de tirer une corde entre le vaisseau et le rivage, mais ces cordes doivent être coupées pour empêcher les radeaux de sombrer. Certains hommes présents sur les radeaux parviennent à regagner le rivage. De nouvelles tentatives sont menées, des hommes tentent de nager jusqu'à la côte avec des cordes, mais soit ces derniers se noient, soit ils sont ramenés au vaisseau par la force des vagues. Sans aide à espérer depuis la côte, la nuit du 14 janvier tombe sur le vaisseau dont la plus grande partie de l'équipage se trouve toujours à bord. Pendant la nuit, les vagues pénètrent dans la poupe du navire, inondant une grande partie des ponts inférieurs. Le matin du 15 janvier, un petit bateau transportant neuf prisonniers britanniques du Cumberland parvient à regagner la côte, ce qui incite au lancement de plusieurs petits radeaux depuis l'épave dans l'espoir de gagner la plage. Cependant, la force des vagues augmente à nouveau, et aucun des radeaux ne parvient à passer.
Dans la matinée du 16 janvier, la faim et la panique gagnent ce qui reste du vaisseau, et lorsqu'un grand radeau transportant les blessés, deux femmes et six enfants est mis à l'eau lors d'une accalmie de la météo, plus de 120 hommes valides tentent de monter à bord, désespérés. Cette surcharge alourdit considérablement le radeau et à peine est-il atteint par une grosse vague qu'il se retourne, emportant avec lui tous ceux qui sont à bord. Dans la soirée, les survivants, sans nourriture, ni eau potable depuis plusieurs jours, commencent à mourir de ces privations, et au moins un officier se noie dans une tentative désespérée de nager jusqu'au rivage. Dans la nuit, les survivants, rassemblés sur les parties les moins exposées de la coque, se mettent à boire de l'eau de mer, de l'urine ou du vinaigre contenu dans un petit tonneau qui flotte dans la cale, dans l'espoir de conjurer la mort par déshydratation. Pendant la matinée du 17 janvier, la tempête finit par baisser en intensité et l'espoir renaît à bord avec l'arrivée d'un brick, l'Arrogante. Ce navire ne peut pas s'approcher trop près sans risquer de s'échouer à son tour, mais des canots sont envoyés à l'épave dans l'espoir de ramener des survivants. Le brick est rejoint, plus tard dans la journée par le cotre l’Aiguille.
Sur le Droits de l'Homme, de nombreux survivants sont désormais trop faibles pour se jeter dans les canots qui leur sont envoyés et nombreux sont ceux qui se noient en se jetant à l'eau. Beaucoup d'autres ne parviennent pas à trouver de place dans les petits canots qui leur sont envoyés, et seuls 150 hommes peuvent être sauvés le 17 janvier. Le lendemain matin, lorsque les bâtiments envoyés en secours reviennent, il ne reste à bord que 140 survivants, au moins autant sont morts pendant la nuit. Les derniers hommes à quitter le navire sont Jean Humbert et Jean-Baptiste Lacrosse. Amenés à Brest, les survivants reçoivent vêtements et nourriture et les prisonniers sont soignés à l'hôpital de la ville. Les prisonniers anglais du Cumberland sont renvoyés en Grande-Bretagne, en reconnaissance des efforts qu'ils ont accompli pour sauver des victimes du naufrage.

## Postérité

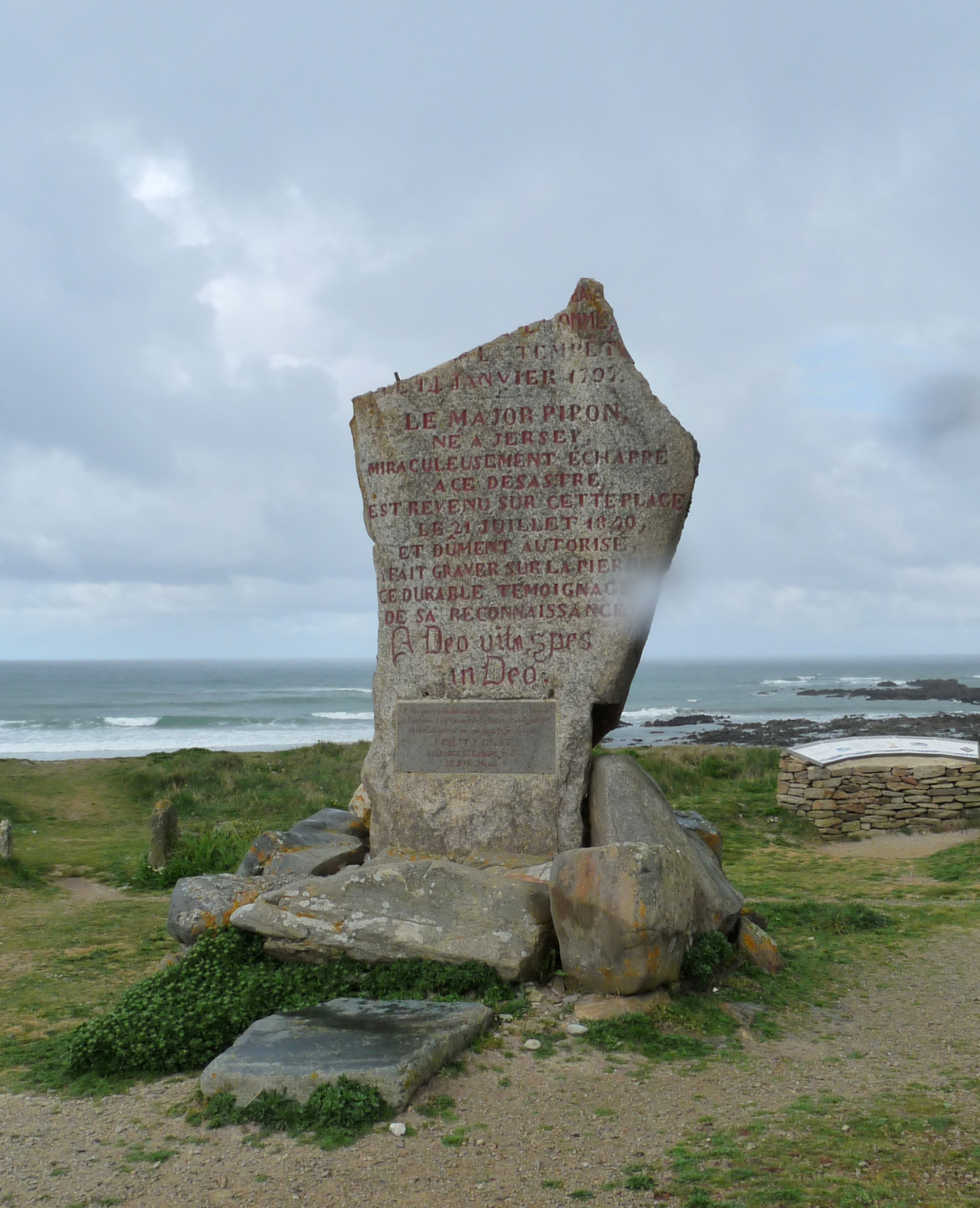
Menhir des Droits de l'Homme à Plozévet (Finistère).

Le nombre exact des victimes françaises est difficile à déterminer ; le menhir gravé en 1840 de Plozevet indique environ 600 morts, la dalle de granit posée en 1937 en indique 400. L'estimation la plus élevée est de 900 morts sur les 1 300 hommes présents à bord du Droits de l’Homme : 103 tués pendant le combat et seuls 300 sauvés après le naufrage, entre la matinée du 14 janvier et celle du 18 janvier. Les comptes fait d'après le rapport du Commandant Lacrosse indiqueraient environ 400 morts : 154 rejoignirent le rivage par fortune, 100 furent récupérés par des chaloupes le 17 janvier, suivis le même jour de 300 par le cotre l’Aiguille, 150 par la corvette l’Arrogante le lendemain, suivis des 200 derniers par l’Aiguille. L’Amazon perd trois hommes dans la bataille et six dans son naufrage, auxquels il convient d’ajouter quinze blessés, alors que l’Indefatigable ne compte aucune victime, seuls dix-huit blessés. L’écart important entre les pertes humaines de part et d’autre durant le combat est probablement dû à l’extrême difficulté qu’ont les artilleurs français pour viser l’ennemi en raison de l’instabilité de leur vaisseau démâté. Écart sans doute aussi dû au fait que les pointeurs français ont pour habitude de viser la mature pour arrêter le navire mais font peu de victimes tandis que leurs homologues arrosent le pont et tirent dans la coque, causant bien plus de ravages parmi l’équipage.
Reynolds et ses officiers sont échangés contre des prisonniers français quelques semaines plus tard et à la suite de l’enquête de routine menée par une cour martiale concernant la perte de leur bâtiment, ils sont acquittés et félicités « avec tous les sentiments de la plus haute approbation du tribunal ». Reynolds se verra par la suite confier le commandement de la frégate HMS Pomone. Les lieutenants de chacune des frégates sont promus et partagent le fruit des prises (parts de prise basées sur le nombre de membres d’équipage des vaisseaux ennemis détruits ou coulés). Pellew reste au commandement de l’Indefatigable au large de Brest pendant une année et capture un certain nombre de navires marchands français. Il est par la suite promu à plusieurs reprises et à la fin des guerres napoléoniennes en 1815 il est fait Lord Exmouth, et nommé commandant en chef de la flotte de Méditerranée. Reynolds ne survivra pas à cette guerre, mourant dans le naufrage du HMS St George en 1811. Lacrosse et Humbert ne sont pas condamnés pour la perte de leur vaisseau : le capitaine est promu contre-amiral et il est par la suite nommé ambassadeur de France en Espagne, alors qu'Humbert conduit la suivante et tout aussi malheureuse tentative d’invasion de l’Irlande, se constituant prisonnier à l’issue de la bataille de Ballinamuck en 1798.
En Grande-Bretagne, la nouvelle du combat est accueillie avec enthousiasme : le First Lord of the Admiralty Lord Spencer décrit le combat comme « un exploit qui n'a, je le crois, jamais autant honoré nos Annales navales, ». L'historien James Henderson, très enthousiaste, dit à propos de cet affrontement : « ce fut un fait d'armes et de matelotage tel qu'il n'en avait jamais été fait auparavant, et ne sera jamais réalisé à nouveau, », et Richard Woodman dit qu'il fut le théâtre d'« une démonstration éblouissante de matelotage de la part de toutes les parties concernées dans l'alternance des ténèbres et du clair de lune d'une nuit bruyante, ». Cinquante ans après la bataille, ce combat est reconnu par la Naval General Service Medal, avec les mentions « Indefatigable 13 Jany. 1797 » et « Amazon 13 Jany. 1797 », octroyée sur demande à tous les participants britanniques encore en vie en 1847.
Dans la baie d’Audierne, à Plozévet, l’un des rescapés, le major Pipon, né à Jersey, fait graver en 1840 sur un menhir situé à proximité de la côte une inscription commémorative. Ce menhir des Droits de l'Homme fait l'objet d'un classement au titre des monuments historiques depuis le 25 novembre 1881,.
Une dalle en granit, entourée de deux canons provenant de l'Amazone, a été posée en août 1937 par M. Le Bail, maire de Plozevet. Elle accompagne les restes retrouvés dans les dunes après diverses tempêtes, et ré-inhumés près de l'église.

## Sources

### Traductions
1. ↑  En anglais : « an exploit which has not I believe ever before graced our naval Annals »
2. ↑  En anglais : « It was a feat of arms and seamanship such as had never been done before, and never was done again »
3. ↑  En anglais : « a dazzling display of seamanship by all concerned in the alternating darkness and moonlight of a boisterous night »